# Ezechiel Ndouassel
Ezechiel Ndouassel (ur. 22 kwietnia 1988 w Ndżamenie) – czadyjski piłkarz występujący na pozycji napastnika. Zawodnik klubu Persib Bandung.

## Kariera klubowa
Ndouassel karierę rozpoczynał w 2006 roku w zespole Tourbillon FC. W 2007 roku wyjechał do Algierii, by grać w tamtejszym MC Oran. Przez rok rozegrał tam 4 spotkania. W 2008 roku odszedł do innego algierskiego zespołu, USM Blida. W ciągu 2 lat zagrał tam w 29 meczach i strzelił 12 goli.
W 2011 roku Ndouassel podpisał kontrakt z tunezyjskim Club Africain. Z kolei w 2012 roku został zawodnikiem Tereku Grozny. W 2013 roku został wypożyczony do Konyasporu. Następnie grał w takich klubach jak: Club Africain, NA Hussein Dey, CS Sfaxien, Ironi Kirjat Szemona i Hapoel Tel Awiw. W 2017 został zawodnikiem indonezyjskiego klubu Persib Bandung.

## Kariera reprezentacyjna
W reprezentacji Czadu Ndouassel zadebiutował w 2006 roku. 6 marca 2007 roku w wygranym 3:2 meczu CEMAC Cup z Republiką Środkowoafrykańską strzelił pierwszego gola w drużynie narodowej.